# Naft Al-Wasat Sports Club
Maillots
Actualités
Le Naft Al Wasat Sports Club (en arabe : نادي نفط الوسط الرياضي), plus couramment abrégé en Naft Al Wasat, est un club irakien de football fondé en 2008 et basé dans la ville de Najaf.

## Histoire du club
Fondé à Nadjaf le 1er juillet 2008, il débute en deuxième division irakienne lors de la saison 2011-2012, avant d'être promu parmi l'élite en 2014. Sa première saison en Premier League est une réussite puisqu'Al Wasat parvient à être sacré champion après avoir battu Al-Qowa Al-Jawiya en finale. Il confirme son titre la saison suivante en terminant dauphin d'Al-Zawra'a SC.
Son titre de champion a permis au club de participer à la Coupe de l'AFC 2016, où il brille à nouveau, en atteignant les huitièmes de finale de la compétition.
Parmui les joueurs ayant porté les couleurs du club, on peut citer les internationaux irakiens Salih Sadir et Samer Saeed ainsi que le Libanais Mohammed Ghaddar.

## Palmarès
| Compétitions nationales |
| --- |
| - Championnat d'Irak (1) : - Champion : 2014-15. - Vice-Champion : 2015-16. - Championnat d'Irak D2 (1) : - Champion : 2013-14. |

## Liens
- Championnat d'Irak
- Fiche du club sur le site soccerway.fr